# Jimmy Connors
Jimmy Connors (n. 2 septembrie 1952, East St. Louis⁠(d), Illinois, SUA) este un fost jucător american de tenis și fost număr 1 mondial.
A fost lider mondial ATP timp de 268 de săptămâni, dintre care 160 consecutive, între anii 1974 și 1977. A avut o carieră extrem de lungă, între anii 1972 și 1996. A câștigat în această perioadă opt turnee de Grand Slam la simplu, între care US Open de cinci ori și turneul de la Wimbledon de două ori. A adunat în carieră 149 de titluri, între care 109 la simplu în circuitul ATP, ceea ce constituie un record absolut în Era Open a tenisului.
Jimmy Connors a fost căsătorit cu Playmate-ul Patti McGuire, Miss noiembrie 1976 și Playmate of the Year 1977, cei doi având împreună doi copii.
Între 2006 și 2007, Jimmy Connors a fost antrenorul lui Andy Roddick. În 2008, a antrenat-o pentru o scurtă perioadă de timp pe rusoaica Maria Șarapova. La 13 iulie 2013, Șarapova a anunțat că Jimmy Connors i-a redevenit antrenor, însă l-a concediat după o singură lună împreună și doar un meci disputat.